# Isabel Zuleta
Isabel Cristina Zuleta López, née à Ituango le 12 avril 1982, est une femme politique, activiste et féministe colombienne.
Elle est sénatrice de la République pour le parti Colombia Humana, partie de la coalition du Pacte historique.
Elle a été directrice du mouvement Ríos Vivos (Antioquia) et est membre du Mouvement pour l'Eau et la Vie. Elle s'est principalement fait connaître pour son travail comme militante des droits de l'Homme dans les communautés opposées au projet du barrage d'Ituango.